# 98-я кавалерийская дивизия
98-я Туркменская кавалерийская дивизия (98 КД) — воинское соединение РККА во время Великой Отечественной войны.

## История
Дивизия сформирована из войск Среднеазиатского военного округа в ноябре 1941 года в г. Чарджоу Туркменской ССР (ныне г. Туркменабат). Личный состав набирался из туркменов, узбеков и каракалпаков. Расформирована в апреле 1942 года. Личный состав обращён на формирование 97-й кавалерийской дивизии.

## Командиры
- Шаповалов Евгений Петрович, майор - с 27 ноября по 27 декабря 1941 года.